# Port lotniczy Daniel Z. Romualdez
Port lotniczy Daniel Z. Romualdez (IATA: TAC, ICAO: RPVA) – port lotniczy położony w Taclobanie, w prowincji Leyte, na Filipinach.

## Linie lotnicze i połączenia
| Linia Lotnicza      | Kierunek                     |
| ------------------- | ---------------------------- |
| Cebgo               | 1. Cebu                      |
| Cebu Pacific        | 1. Davao 2. Iloilo 3. Manila |
| PAL Express         | 1. Cebu 2. Manila            |
| Philippines AirAsia | 1. Manila                    |